# Sisowath Kossamak
Đây là tên người Campuchia, họ viết trước, tên viết sau: họ là Sisowath. Tuy vậy, tên người Campuchia hiện đại theo kí tự Latin thường được viết theo thứ tự Tây phương (tên trước họ sau). Ngoài ra, tên còn có thể kèm các danh hiệu tôn xưng phía trước.
Sisowath Kossamak (1904 – 1975) là vương hậu của vua Norodom Suramarit, Vương quốc Campuchia. Bà là công chúa của vua Sisowath Monivong và là vương thái hậu của vua Norodom Sihanouk, thái vương thái hậu của vua Norodom Sihamoni.
Danh hiệu chính thức của bà là Đức Vương hậu Samdech Preah Mahaksatriyani Sisowath Kossomak Nearirấth Serey Vatthana.

## Tiểu sử
Sisowath Kossamak kết hôn với người anh họ là Norodom Suramarit.
Sau khi Vua Sisowath Monivong mất vào năm 1941, Sihanouk - con trai bà - được chọn làm vua.
Trong suốt thập niên 1940, bà đã cố gắng tái tạo vũ điệu Apsara cổ đại bằng cách truyền dạy cho trưởng nữ là Công chúa Norodom Bopha Devi trở thành một vũ công Apsara truyền thống. 
Năm 1955, Sihanouk thoái vị nhằm ủng hộ cha ông. Sau khi vua Suramarit mất vào năm 1960, Norodom Sihanouk một lần nữa trở thành người đứng đầu nhà nước với tước vị Quốc trưởng (mặc dù ông đã không chính thức giành lại danh hiệu vua mãi cho đến năm 1993).
Trong suốt thời kỳ Cộng hòa Khmer, Sisowath Kossamak thường xuyên bày tỏ ý kiến chống đối lại Tổng thống Lon Nol và Phó Thủ tướng Sirik Matak để rồi bị giam lỏng trong hậu cung bất chấp sự phản đối của hoàng gia. Năm 1973, bà được cho phép đến Trung Quốc cùng con trai là Sihanouk, sau vài tháng ở miền Nam Trung Quốc bà đã tới Bắc Kinh sống cùng con trai trong một căn biệt thự nhỏ ở ngoại ô. Ngày 27 tháng 4 năm 1975, bà qua đời ở Bắc Kinh, Trung Quốc.

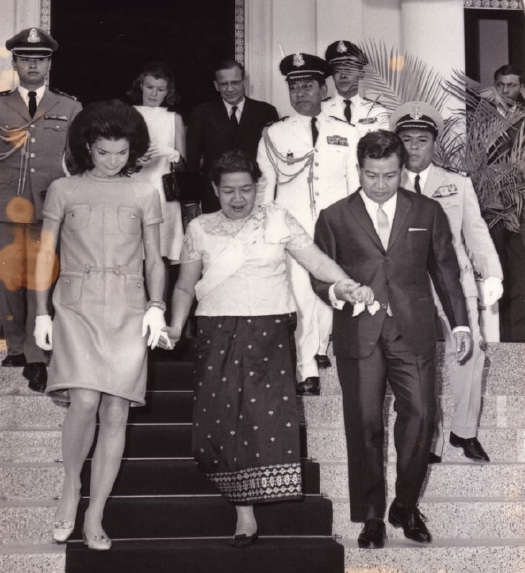
Sisowath Kossamak thăm Mỹ năm 1967.